# Sandário
Sandário (em latim: Sandario) foi um oficial militar do século III, ativo durante o reinado do imperador Aureliano (r. 270–275). Em 272, após subjugar Zenóbia e Vabalato (r. 267–272) e conquistar o Império de Palmira, o imperador deixou 600 arqueiros sob Sandário na cidade de Palmira para manter a paz. Sandário e sua guarnição, no entanto, logo seriam massacrados pelos rebeldes palmirenos sob Sétimo Apseu.